# Tulipa montana
Tulipa montana là một loài thực vật có hoa trong họ Liliaceae. Loài này được Lindl. miêu tả khoa học đầu tiên năm 1828.